# Mobile Erdfunkstelle des Landfunkdienstes über Satelliten

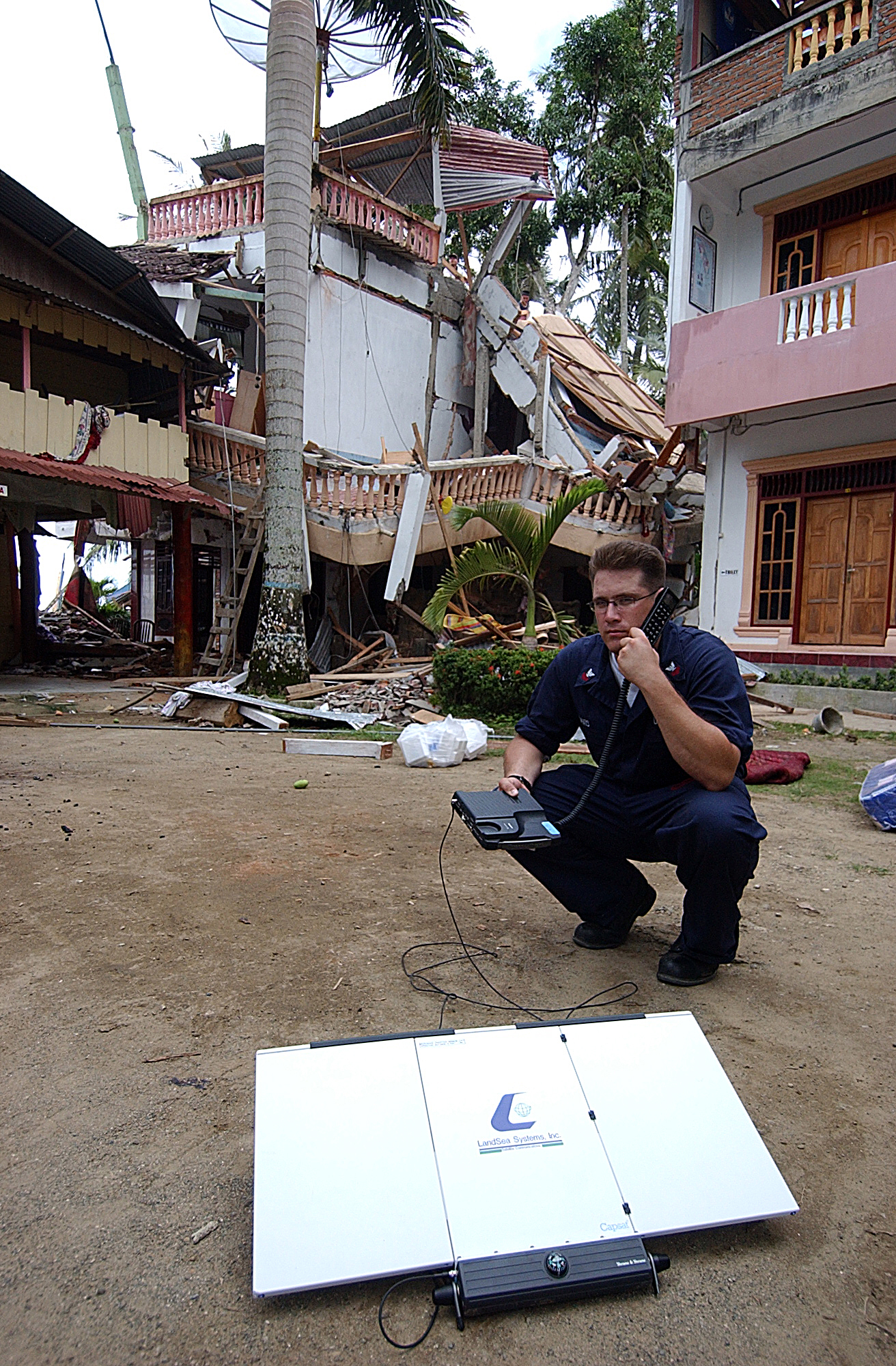
Mobile Erdfunkstelle des Landfunkdienstes über Satelliten im Katastropheneinsatz

Eine Mobile Erdfunkstelle des Landfunkdienstes über Satelliten ist gemäß Definition der Internationalen Fernmeldeunion eine bewegliche / mobile Funkstelle des Mobilen Landfunkdienstes über Satelliten, deren Standort innerhalb der geographischen Grenzen eines Landes oder eines Erdteils auf der Erdoberfläche verändert werden kann.

## Klassifikation
Gemäß VO-Funk (Artikel 1) ist diese Funkstelle wie folgt klassifiziert: 

Erdfunkstelle (Artikel 1.63)
- Mobile Erdfunkstelle (Artikel 1.68); Mobilfunkdienst über Satelliten (Artikel 1.25)
- Ortsfeste Erdfunkstelle (Artikel 1.70); fester Funkdienst über Satelliten (Artikel 1.21) oder Mobilfunkdienst über Satelliten
  - Mobile Erdfunkstelle des Landfunkdienstes über Satelliten (Artikel 1.74); mobiler Landfunkdienst über Satelliten (Artikel 1.27)